# Królestwo Anglii Wschodniej
Królestwo Anglii Wschodniej (także Królestwo Wschodnich Anglów, ang. Kingdom of East Anglia, Kingdom of the East Angles; staroang. Ēast Engla rīce; łac. Regnum Orientalium Anglorum) – założone około roku 520 przez przybyłych z Szlezwiku Anglów, było jednym z królestw heptarchii anglosaskiej. Przez krótki czas po zwycięstwie nad Nortumbrią około roku 616 było najpotężniejszym z królestw anglosaskich. Nie trwało to jednak długo, bowiem w przeciągu kolejnych czterdziestu zostało podporządkowane Mercjanom. W 870 roku  podbite przez Duńczyków, którzy osiedlili się tam na stałe dziewięć lat później. W 917 roku przekazane Edwardowi Starszemu i inkorporowane do królestwa Anglii. Termin „Anglia Wschodnia” (ang. East Anglia) przetrwał w postaci nazwy geograficznej.

## Anglosaskie królestwo

Ziemie ojczyste Jutów, Anglów, Sasów, Fryzyjczyków i Franków, a także ziemie najeżdżane i kolonizowane

Anglia Wschodnia pojawiła się po zjednoczeniu Anglów zamieszkujących terytorium należące wcześniej do Icenów. Dynastią panującą byli Wuffingowie. Przez krótki okres na początku VII wieku należała do najpotężniejszych królestw Brytanii, rozciągając władzę nad całą wschodnią częścią wyspy. W 616 roku król Rædwald pokonał Ethelfritha z Nortumbrii nad rzeką Idle, sadzając na tamtejszy tron przychylnego sobie Edwina.
Rædwald był jednym z siedmiu królów, których Beda Wielebny opisuje jako posiadających „imperium” nad królestwami południowymi; funkcja ta nazwana jest w kronice anglosaskiej terminem Bretwald. Rædwald był także władcą pochowanym w bogatym grobie w Sutton Hoo.

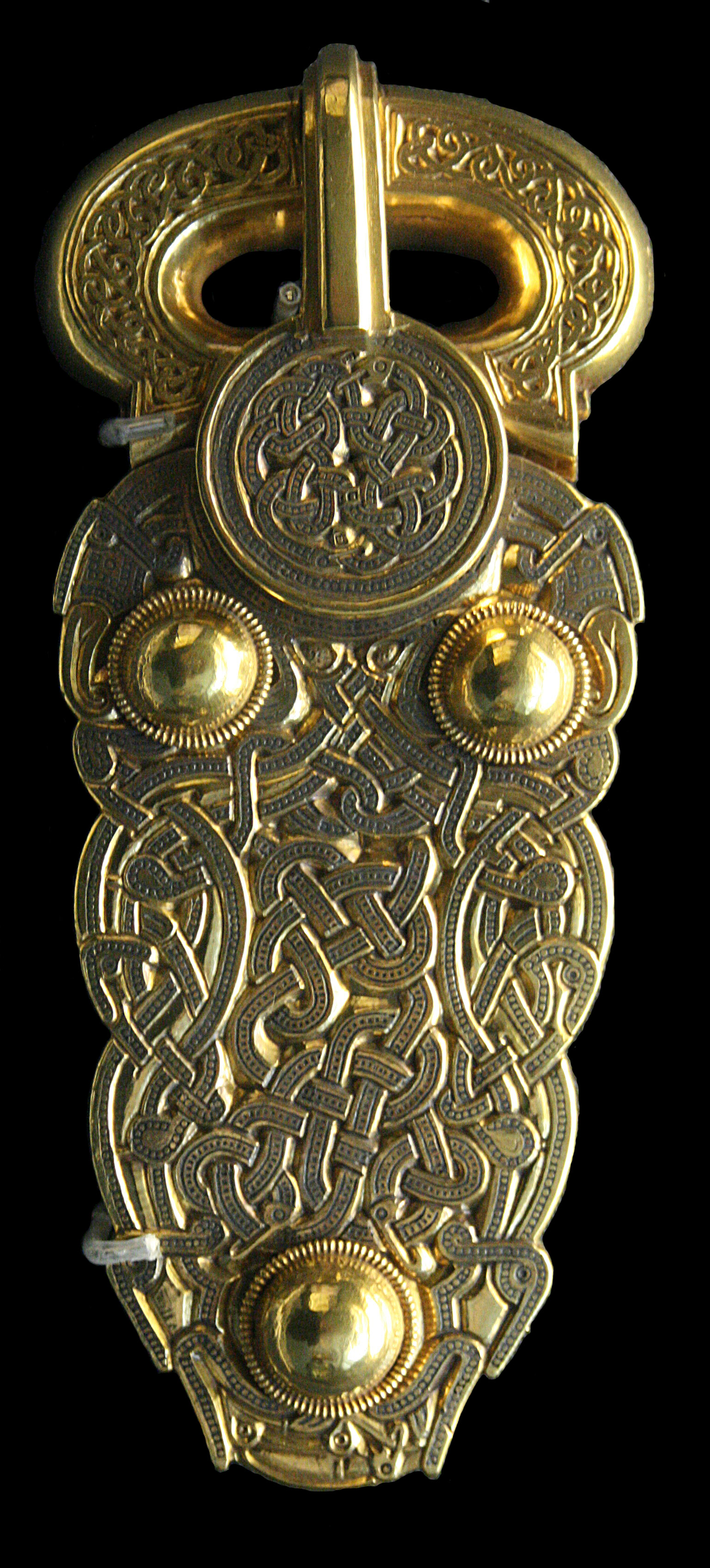
Złota klamra od pasa z grobowca w Sutton Hoo

Rædwald, przychylny „podchodom” chrześcijańskim misjonarzy przyjął chrzest, jednak nie wyrzekł się starych bogów. Beda wypominał mu, iż obok chrześcijańskiego ołtarza postawił drugi, poświęcony bogom germańskim. To synkretyczne podejście zostało wyeliminowane po śmierci Rædwalda poprzez dokładniejszą konwersję jego następcy, Eorpwalda. Nowa religia stała w sprzeczności z podstawowymi zwyczajami wschodnioangielskiego społeczeństwa i po śmierci Eorpwalda, zabitego przez poganina Ricberhta, starzy bogowie wrócili na krótko do łask. Trzy lata później chrześcijaństwo zespoliło się na stałe z tronem Anglów poprzez dojście do władzy brata zamordowanego króla, Sigeberhta. Sigeberht abdykował na rzecz trzeciego z braci, Ecgrika, chcąc zostać mnichem i móc nadzorować powstawanie biskupstwa w Dunwich, w dzisiejszym hrabstwie Suffolk. Nowe biskupstwo zostało podzielone na dwie części – kolejnym stało się North Elmham w Norfolku, co odzwierciedlało podział królestwa Anglów na północny i południowy lud (st. ang. north folc, suth folc).
Potęga osiągnięta przez Anglię Wschodnia za czasów Rædwalda nie trwała długo – jego następcy musieli ukorzyć się przed rosnącym państwem Pendy. Zimą roku 640/641 Penda pokonał i zabił Ecgrika wraz z byłym królem (a późniejszym świętym) Sigeberhtem. Następca Ecgrika, Anna skończył w ten sam sposób w 654 roku. Królestwo stało się dominium Mercji. W 655 roku król Aethelhere dołączył do suzerena w kampanii przeciw Oswigowi z Nortumbrii, zakończonej sromotną porażką Mercjan w bitwie pod Winwaed, w której zginęli zarówno Pedna jak i Aethelhere. Przez kolejne lata Anglia Wschodnia stała w cieniu hegemonii Mercji, aż w 794 roku Offa kazał zamordować Ethelberta II i przejął ster nad całym królestwem. Krótki okres władzy Eadwalda po śmierci Offy w 796 zakończył się po dojściu do władzy następcy tego ostatniego, Coenwulfa.
Niepodległość Anglii Wschodniej została przywrócona poprzez rebelię Ethelstana z 825 roku, po przegranej Mercji jaką zgotował jej Egbert z Wesseksu w bitwie pod Ellandun. Próba odzyskania władzy nad wyzwolonym królestwem przez Beornwulfa z Mercji skończyła się klęską i śmiercią pretendenta. Taki sam los przypadł w udziale Ludece w 827 roku. Ethelstan zaakceptował Egberta jako suzerena, jednak w przeciwieństwie do innych południowo-wschodnich królestw włączonych do Mercji w VIII wieku, a później Wesseksu, Anglia Wschodnia zachowała niepodległość, będąc jedynym angielskim państwem na terenie podzielonym pomiędzy Wessex, Mercję i Nortumbrię.

## Duńskie dominium
W roku 865 Anglia Wschodnia została najechana przez Wielką Armię Duńczyków, która zagrabiła wszystkie konie ruszając na Nortumbrię. Najeźdźcy powrócili pięć lat później, pokonując i zabijając króla Edmunda, który niebawem został uznany za męczennika i kanonizowany. Mając cały kraj pod kontrolą Duńczycy sadzali na tron kolejnych marionetkowych władców, a sami angażowali się w walkę z Mercją i Wesseksem. W 871 roku do Brytanii przypłynęła kolejna fala Duńczyków, jednakże zajęci intensywnym osadnictwem w Mercji i Nortumbrii nie mieli dostatecznych sił, aby sprostać potężnemu Alfredowi Wielkiemu i w 878 zostali pokonani. Zaledwie rok później powrócili pod wodzą króla Guthruma, który przejął osobistą władzę nad Anglią Wschodnią i rozdzielił kraj pomiędzy pobratymców.
Poza Anglią Wschodnią Duńczycy kontrolowali także Essex, oraz jedyną część Wesseksu, która trafiła pod panowanie najeźdźców. W 885 roku Guthrum i Alfred podpisali traktat pokojowy, będący następstwem zajęcia przez Anglosasów Londynu – na jego podstawie granica między oboma państwami sięgała daleko w głąb terytorium Mercji. To oznacza, iż duńscy królowie mieli we władaniu chociaż część duńskich dziedzin w Mercji, zorganizowanych w burgi: Cambridge, Huntingdon, Bedford, Northampton, Leicester, Stamford, Lincoln, Nottingham i Derby.
We wczesnym X wieku duńscy królowie znaleźli się pod presją władanego przez Edwarda Starszego królestwa Wessex. W 902 roku, kuzyn Edwarda Ethelwold został wygnany za nieskuteczną próbę przewrotu pałacowego i po krótkim pobycie w Nortumbrii trafił do Esseksu. Uznany za króla wszystkich Duńczyków w Anglii w 903 roku wraz z królem Anglii Wschodniej Eohrikiem rozpoczął wojnę przeciw Edwardowi. Przedsięwzięcie skończyło się całkowitą klęską – zarówno Ethelwold jak i Eohric zostali zabici w bitwie na Mokradłach (the Fens).
Od roku 912 Edward rozszerzał kontrolę nad Esseksem i częścią południowo-wschodniej Mercji, zakładając burgi i zyskując posłuszeństwo Duńczyków z Bedfordu oraz Northampton. W 917 nastąpiło załamanie pozycji tych ostatnich wywołane serią porażek i utratą Northampton i Huntingdon, wraz z resztką Esseksu. Wschodnioangielski król Duńczyków został zabity pod Tempsford. Pomimo posiłków zza morza kontrataki zostały zgniecione, władani przez najeźdźców Anglicy przechodzili na stronę Edwarda, co doprowadziło do ostatecznego poddania się Duńczyków z Anglii Wschodniej oraz Cambridge. Terytorium zostało wchłonięte w prędko powiększające się królestwo Anglii. Norfolk i Suffolk stały się hrabstwami, zgodnie z zachodniosaskim systemem lokalnych rządów. Odrestaurowana władza kościelna zlikwidowała dwa poprzednie biskupstwa i zastąpiła je jednym, z siedzibą w North Elmham.